# Markel Alberdi
Artikeln följer den spanska namnseden; faderns efternamn är Alberdi och moderns efternamn Sarobe.
Markel Alberdi Sarobe, född 22 oktober 1991 i Eibar, är en spansk simmare.

## Karriär
Vid olympiska sommarspelen 2016 i Rio de Janeiro var Alberdi en del av Spaniens kapplag tillsammans med Aitor Martínez, Miguel Ortiz-Cañavate och Bruno Ortiz-Cañavate som slutade på 13:e plats på 4×100 meter frisim. De simmade på tiden 3.16,71, vilket blev ett nytt spanskt rekord.